# Edmut Kluge
Edmut Kluge (* 24. März 1933 in Goldap; † 29. Oktober 2019) war ein deutscher Mundartautor, der vor allem in erzgebirgischer Mundart schrieb.

## Leben
Kluge wurde 1933 in Goldap in Ostpreußen geboren. Bedingt durch den Ausgang des Zweiten Weltkriegs wurden er und seine Familie aus ihrer Heimat vertrieben. Seit seiner Eheschließung 1955 lebte er in Zschorlau im sächsischen Erzgebirge. Er war als kaufmännischer Angestellter tätig. Ab 1963 veröffentlichte er Lyrik und Prosa in Hochdeutsch und erzgebirgischer Mundart. Darunter zählen eigene Buchveröffentlichungen wie auch Beiträge zu Anthologien und Zeitschriften wie der Glückauf-Zeitung des Erzgebirgsvereins oder den Erzgebirgischen Heimatblättern.
Im Erzgebirgszweigverein Zschorlau wirkte Kluge von 1990 bis 2012 als Schriftführer, im Hauptverein hatte er das Amt des Revisors inne. Er beteiligte sich an Veranstaltungen wie den Erzgebirgischen Mundarttagen.

## Werke
- Bei uns derham. Verlag Erzgebirgs Rundschau Annaberg-Buchholz, 1993. ISBN 3-929572-05-2
- Wos mer su derlabt. Hofmann Verlag Eibenstock. 1995 DNB 1033676306
- Weihnachtsfraad. Druckerei Schönheide, 1999. ISBN 3-9806914-1-1
- Su spielt es Laabn im Arzgebirg. Druck- u. Verlagsgesellschaft Marienberg mbH, 1999. ISBN 3-931770-17-6